# Gelanor zonatus
Espèce
Synonymes
- Galena zonata C. L. Koch, 1845
- Galena dicta Taczanowski, 1874
- Gelanor distinctus O. Pickard-Cambridge, 1899
- Gelanor errans O. Pickard-Cambridge, 1902
- Gelanor insularis Mello-Leitão, 1929
- Gelanor obscurus Mello-Leitão, 1929

Gelanor zonatus est une espèce d'araignées aranéomorphes de la famille des Mimetidae.

## Distribution
Cette espèce se rencontre au Mexique, au Guatemala, au Nicaragua, au Costa Rica, au Panama, en Colombie, en Équateur, au Pérou, en Bolivie, au Paraguay, au Brésil, en Guyane et au Guyana,. 

## Description
Le mâle décrit par Benavides et Hormiga en 2016 mesure 3,94 mm et la femelle 7,26 mm.
Les mâles mesurent de 3,94 à 4,40 mm et les femelles de 6,15 à 6,79 mm.

## Publication originale
- C. L. Koch, 1845 : Die Arachniden. Nürnberg, C.H. Zeh’sche Buchhandlung, vol. 12, p. 1–166 (texte intégral).